# Frühlingstraße 2 (Bad Kissingen)

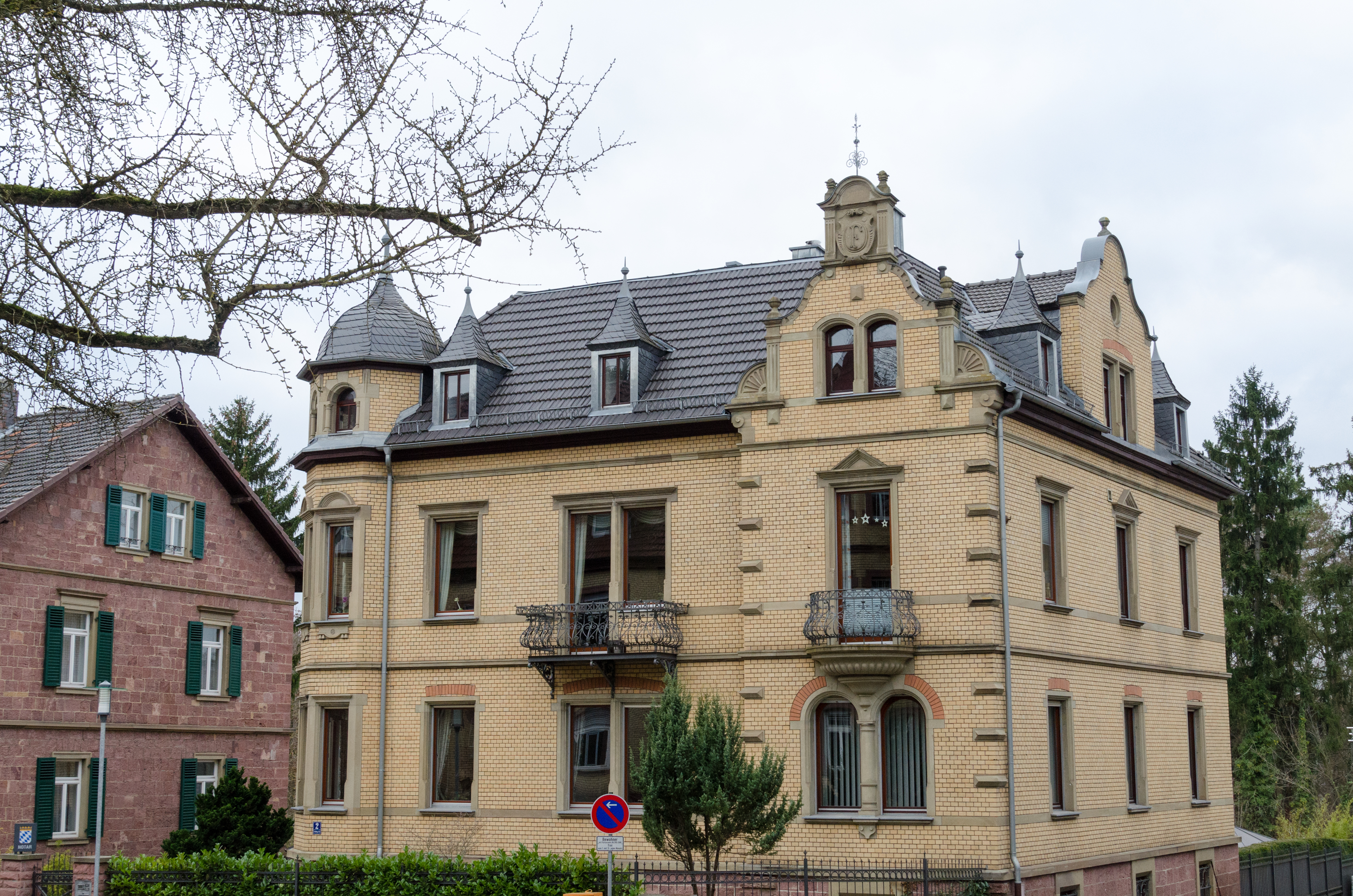
Frühlingstraße 2 in Bad Kissingen

Das Anwesen Frühlingstraße 2 in der Frühlingstraße in Bad Kissingen, der Großen Kreisstadt des unterfränkischen Landkreises Bad Kissingen, gehört zu den Bad Kissinger Baudenkmälern und ist unter der Nummer D-6-72-114-288 in der Bayerischen Denkmalliste registriert.

## Geschichte
Die Villa wurde im Jahr 1898 von Architekt Jakob Hergenröder im Stil der Neorenaissance errichtet. Bei dem Anwesen handelt es sich um einen zweigeschossigen Klinkerbau mit Mansardwalmdach in Ecklage, mit bossiertem Sockelgeschoss, polygonalem Eckturm, Eckrisalit mit geschweiftem Giebel und Sandsteingliederung.
Das Anwesen besteht aus den gleichen Materialien und den gleichen Kompositionselementen wie das gegenüber liegende Anwesen Frühlingstraße 1, hat aber nicht so breit gelagerte Proportionen und eine nicht so freie Formensprache als das im Späthistorismus oder Jugendstil entstandene Haus Nr. 1.